# Phyllonorycter staintoniella
Espèce
Phyllonorycter staintoniella est une espèce européenne de lépidoptères (papillons) de la famille des Gracillariidae.

## Description

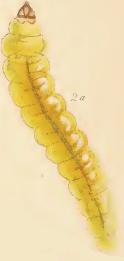
Chenille de Phyllonorycter staintonella.

L'imago a une envergure de 5 à 7 mm.
La chenille a une tête brun pâle, jaune foncé, une couleur très inhabituelle pour une larve de Gracillariidae. Les jeunes larves présentent une série de taches noires.

## Répartition
On trouve Phyllonorycter staintoniella de la Suède aux Pyrénées, en Sardaigne, en Italie et en Bulgarie et de la Grande-Bretagne à la Pologne et la Roumanie.

## Écologie
La chenilles consomme les plantes des espèces Cytisus austriacus, Cytisus procumbens, Cytisus ratisbonensis, Cytisus scoparius, Genista pilosa, Genista scorpius, Genista tinctoria, Genista versicolor, Laburnum anagyroides, Cytisus nigricans.
La chenille mine les feuilles de sa plante hôte. Elle crée une mine tentiforme en surface. La mine est fortement contractée, pliant presque le dépliant en une cosse et cachant la mine. La nymphose a lieu dans un cocon fragile dans la partie basale de la mine. La nymphe est toujours dirigée vers le pétiole. Les déjections se déposent dans le coin distal de la mine.

## Systématique
Le nom valide complet (avec auteur) de ce taxon est Phyllonorycter staintoniella (Nicelli, 1853).
L'espèce a été initialement classée dans le genre Lithocolletis sous le protonyme Lithocolletis staintoniella Nicelli, 1853.
Phyllonorycter staintoniella a pour synonymes :
- Lithocolletis desertella Gregor & Povolný, 1949
- Lithocolletis pilosicolella Bruand, 1852
- Lithocolletis staintoniella Nicelli, 1853
- Lithocolletis tinctoriella Le Marchand, 1926
- Phyllonorycter desertella (Gregor & Povolný, 1949)
- Phyllonorycter staintonella
- Phyllonorycter tinctoriella (Le Marchand, 1926)